# Kradolf-Schönenberg
Kradolf-Schönenberg est une commune suisse du canton de Thurgovie, située dans le district de Weinfelden.

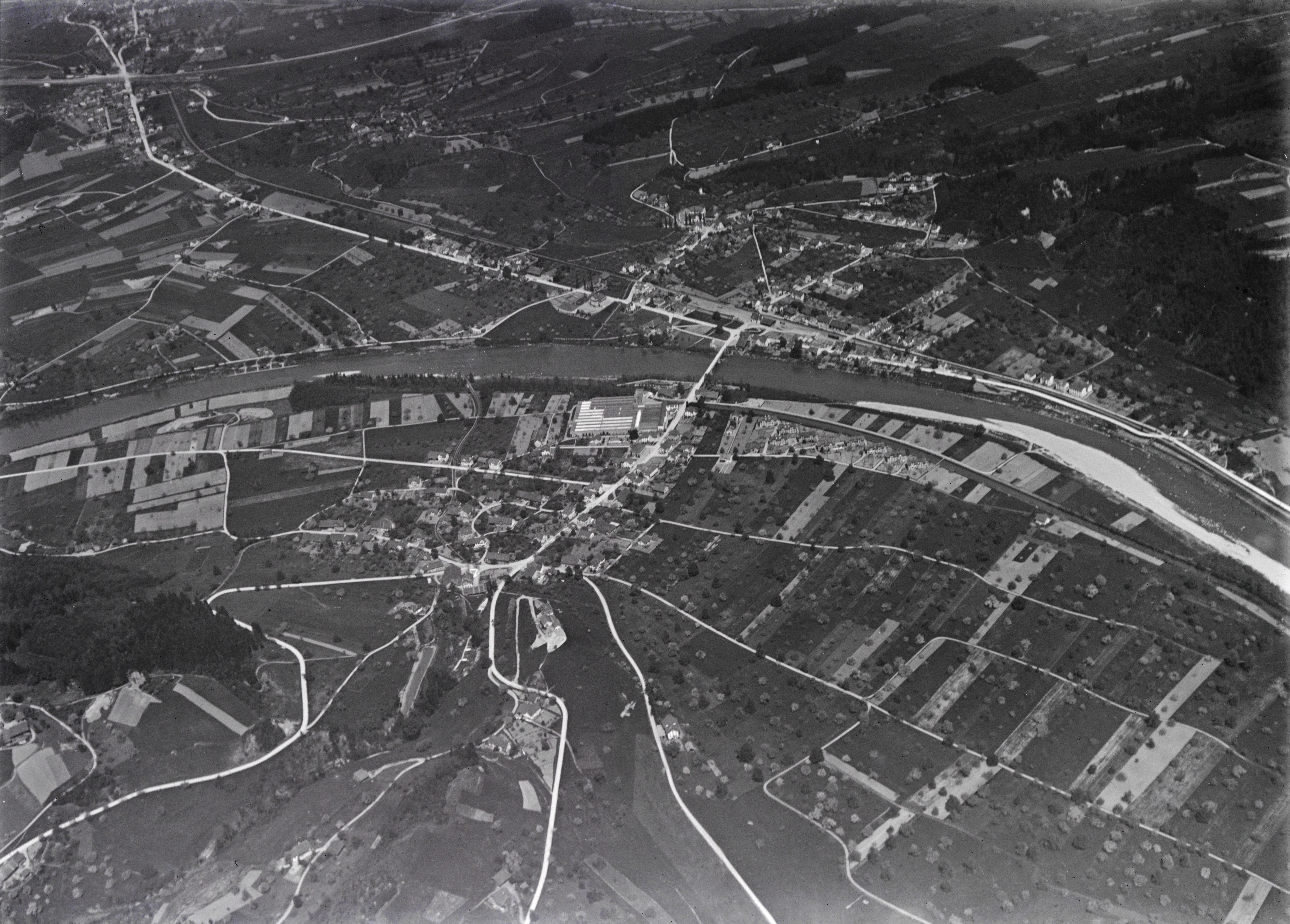
Photo aérienne prise à 800 m par Walter Mittelholzer (1919).